# Milica Dabović
Milica Dabović (Servisch: Милица Дабовић) (Cetinje, 16 februari 1982) is een Servisch basketbalspeelster die uitkomt voor het nationale team van Servië. 

## Carrière
Dabović speelde voor ŽKK Herceg Novi, ŽKK Beopetrol, Rode Ster Belgrado, UMMC Jekaterinenburg, ŽKK Vojvodina, Sparta&K Oblast Moskou Vidnoje, TEO Vilnius, BK Moskou, USO Mondeville, Beşiktaş Cola Turka, Paleo Faliro-Grecce, HATIS Jerevan, Lider Pruszków, ŽKK Partizan, ŽKK Novi Zagreb, Lyon Basket, Galatasaray, Al-Riyad BC, Flamurtari Vlorë en Vllaznia Shkodra. Ze won vier keer het landskampioenschap van Servië in 2004, 2011, 2012 en 2013, ze won drie keer de beker van Servië in 2004, 2011 en 2013 en twee keer de Adriatic League Women in 2012 en 2013.
Met Servië won ze het Europees kampioenschap basketbal vrouwen 2015 en kwalificeerde ze zich voor het eerst in de historie voor de Olympische Spelen in 2016.

## Privé
Haar vader is basketbalcoach Milan Dabović en haar moeder is Nevenka Dabović, een vroegere handbalspeelster. Ze heeft één broer Milan Dabović die ook basketbal speelt en één oudere zus Jelica Dabović en één jongere zus Ana Dabović die ook basketbalspeelsters zijn.